# Laurie Leshin
 
Laurie Leshin és una científica americana va ser la 16ena presidenta de l'Institut Politècnic de Worcester. És la primera dona presidenta en els 150 anys d'història de la institució. Leshin va fer recerques en les àrees de la geoquímica i les ciències planetàries, concretament en cosmoquímica. El seu interès principal se centra en desxifrar les empremtes geològiques que deixa l'aigua en objectes del sistema solar. El maig de 2022, Leshin va esdevenir la 10è Director del Jet Propulsion Laboratory (JPL) de la NASA i vicepresidenta de l'Institut Tecnològic de Califòrnia (Caltech). Va ser la primera dona a dirigir el JPL.

## Educació
Leshin va estudiar un batxillerat en química a la Universitat Estatal d'Arizona. Posteriorment, va anar a estudiar a l'Institut Tecnològic de Califòrnia, on va obtenir un màster el 1989 i un doctorat en geoquímica el 1994.

## Carrera
De 1994 a 1996, Leshin treballà al Departament de Ciències Planetàries i Terrestres de la Universitat de Califòrnia a Los Angeles (UCLA) amb una posició postdoctoral de prestigi, la University of California President's Postdoctoral Fellowship. De 1996 a 1998, hi va obtenir la posició de W. W. Rubey Faculty Fellow.
El 1998, Leshin va obtenir una plaça de professor adjunt a la Universitat Estatal d'Arizona (ASU). El 2001, passà a ocupar la plaça de Dee and John Whiteman Dean's Distinguished Professor en Ciències Geològiques a l'ASU. El 2003, esdevé directora de l'ASU Center for Meteorite Studies, un col·lecció de meteorits important. Va ser pionera en la formació d'una nova Escola d'Exploració Terrestre i de l'Espai, combinant Ciències de la Terra, Ciències Planetàries i Astrofísica amb Enginyeria de Sistemes en una sola unitat acadèmica interdisciplinària única a nivell nacional als Estats Units
El 2004, Leshin va servir a la Comissió del President George W. Bush sobre la implementació de política d'exploració espacial als Estats Units, una comissió de nou membres amb la responsabilitat d'aconsellar el president en l'execució de la política Vision for Space Exploration.
De 2005 a 2007, Leshin va ser directora del Directorat de Ciències i Exploració al Centre de vol espacial Goddard de la NASA, on va supervisar activitats científiques. De 2008 a 2009, va ser vice-directriu del Centre de Ciència i Tecnologia a Goddard. Hi va supervisar l'estratègia de desenvolupament del centrei va conduir un procés inclusiu per identificar objectius futurs en ciència i tecnologia, així com un programa integrat d'inversions. Juntament amb altres directors del centre Goddard de la NASA, va ser responsable d'administrar el pressupost de 3.000 milions de dòlars per programes del centre. Havia d'assegurar la integritat científica de missions d'observació terrestres, de telescopis situats a l'espai com el Telescopi Espacial James Webb, i d'instruments d'exploració del Sol, la Lluna, Mercuri, Mart, Saturn, cometes i més cossos celestes. A partir del 2010, Leshin va servir com a deputy associate administrator del Directorat de Missions d'Exploració de Sistemes de la NASA, on va tenir un paper fonamental en els projectes de vol tripulat. Hi era responsable de la supervisió, planificació i execució de la següent generació de sistemes d'exploració humana, a més de la recerca en robòtica. També va participar en el desenvolupament de vols espacials comercials a òrbites terrestres baixes.
De 2011 a 2014, Leshin va ser degana de l'Escola de Ciències, i professora de Ciències de la Terra i Mediambientals, a l'Institut Politècnic de Rensselaer, on va dirigir-ne l'empresa científica, acadèmica i de recerca.
Al febrer de 2013, el president Barack Obama li va atorgar una plaça al Consell Consultiu del Museu Nacional de l'Aire i l'Espai, i va ser nomenada membre del Consell Consultiu de l'Acadèmia de la Marina Mercant dels Estats Units per l'ex-secretari de Transport Ray LaHood. També serveix en el Comitè de Recerca Nacional d'strobiologia i ciències planetàries dels Estats Units, i com a cap del Consell Consultiu per la Thriving Earth Exchange de la Unió Geofísica Americana.
El 2014, Leshin va ser nomenada 16a presidenta de l'Institut Politècnic de Worcester, a Massachusetts.
El 2020, durant la crisi del COVID-19, formà part del Consell Consultiu de Reobertura del Governador de Massachusetts Carlie Baker, com a representant de les institucions d'educació superior, per planificar la reobertura de l'estat de Massachusetts després del confinament. Leshin creà un grup de treball d'educació superio, per desenvolupar un marc realistic i flexible per reobrir de manera segura els campus universitaris, tenint en compte les necessitats de cada institució.

## Premis
Leshin va rebre la Medalla de Distinció al Servei Públic de la NASA el 2004 per la seva feina en la comissió presidencial, i la Medalla al Lideratge Excepcional el 2011 per la seva feina a la NASA. El 1996, fou guardonada amb el Premi Nier de la Societat Meteorítica, atorgat per contribucions excepcionals en la recerca en ciències de meteorits o planetàries per científics menors de 35 anys. La Unió Astronòmica Internacional va reconèixer les seves contribucions a la ciència planetària amb el nomenament de l'asteroide 4922 Leshin.